# Andrés Rodríguez Vila
Andrés Rodríguez Vila (* 19. Dezember 1973 in Montevideo) ist ein uruguayischer Schachspieler.
Die uruguayische Einzelmeisterschaft konnte er zweimal (2012 und 2018) gewinnen. Er spielte für Uruguay bei sechs Schacholympiaden: 1994, 2004, 2010—2018. 
Beim Schach-Weltpokal 2009 in Chanty-Mansijsk scheiterte er in der ersten Runde an Sergei Karjakin. Das Floripa Chess Open konnte er zweimal gewinnen: 2015 und 2018.
Seit 1997 trägt er den Titel Großmeister. Seine höchste Elo-Zahl betrug 2575 im Januar 1996.
| Hier fehlt eine Grafik, die leider im Moment aus technischen Gründen nicht angezeigt werden kann. Wir arbeiten daran! |